# Apariciones de Pontevedra
Las apariciones de Pontevedra son unas apariciones marianas de la Virgen María y del Niño Jesús que Sor Lúcia, vidente de Fátima, tuvo en diciembre de 1925 en el convento de las Doroteas de Pontevedra en España y del Niño Jesús en solitario en febrero de 1926 junto al jardín del citado convento.

## Primera aparición
Ocho años después de las apariciones de la Virgen María en Fátima, Portugal, la última superviviente de las visiones, conocida por su nombre religioso, Sor Lúcia, vivía en el convento de las Doroteas de Pontevedra, España (conocido ahora como el Santuario de las Apariciones) donde el 24 de octubre había entrado como postulante.

Según narró Sor Lúcia, el 10 de diciembre de 1925, tuvo una visión de la Virgen y del Niño Jesús. La Virgen le mostró su corazón rodeado de espinas que portaba en su mano. Durante la aparición, el Niño Jesús le dijo: 
Ten compasión del Corazón de tu Santísima Madre. Está cercado de las espinas que los hombres ingratos le clavan a cada momento, y no hay nadie que haga un acto de reparación para sacárselas.
Después la Virgen la instruyó en la Devoción de los Primeros Sábados:
Mira, hija mía, mi Corazón cercado de espinas que los hombres ingratos me clavan sin cesar con blasfemias e ingratitudes. Tú, al menos, procura consolarme y di que a todos los que, durante cinco meses, en el primer sábado, se confiesen, reciban la Sagrada Comunión, recen el Rosario y me hagan compañía durante 15 minutos meditando en los misterios del rosario con el fin de desagraviarme les prometo asistir en la hora de la muerte con las gracias necesarias para su salvación.
La devoción de los primeros sábados ya se practicaba entonces en la Iglesia Católica y desde el 1 de julio de 1905, el papa San Pío X había aprobado la concesión de indulgencias a la práctica devocional de los doce primeros sábados de mes en honor a la Inmaculada Concepción. Esta aparición en Pontevedra es semejante a las apariciones de Santa Margarita María Alacoque en el siglo XVII que dieron lugar a la Devoción de los Primeros Viernes.   

## Segunda aparición
Unos meses más tarde el 15 de febrero de 1926, Sor Lúcia dijo ver a un niño mientras sacaba la basura del jardín del convento al que creyó reconocer. Tras hablar con él, el niño reveló ser el Niño Jesús quien recriminó a Sor Lúcia no hacer más por promover la Devoción de los Primeros Sábados.

## Tras las apariciones
Ese año fue trasladada a otro convento en Tuy donde entró como novicia y donde en 1929 tendría una última visión en la que la Virgen le reveló que había llegado el momento de llevar a cabo la consagración de Rusia al Inmaculado Corazón.
La devoción está de facto aprobada por la Iglesia aunque en realidad nunca se ha pronunciado explícitamente a favor o en contra de la autenticidad de las apariciones.